# ThinkPad R系列
ThinkPad R系列,是联想旗下的Thinkpad笔记本电脑产品系列中的一个分支，最初由IBM于2002年推出，首款产品型号为R30。

## 引用
1. ↑  Medley, Sam. . Notebookcheck.   [2022-05-15]. （原始内容存档于2021-10-08） （英语）.
2. ↑  . Engadget.   [2022-05-15]. （原始内容存档于2022-05-15） （美国英语）.